# عبد الكريم فردان
عبد الكريم عبد الكريم عبد الله فردان (ولد في 25 أبريل 1992 في شهركان، البحرين) لاعب كرة قدم دولي بحريني يجيد اللعب في مركز حارس المرمى. يلعب حاليا لصالح الرفاع الذي ينافس في الدوري البحريني الممتاز منذ 2018.